# 丸山絵美子
丸山 絵美子（まるやま えみこ）は、日本の民法学者。学位は、法学博士（東北大学・論文博士・2017年）。慶應義塾大学法学部教授。民事法研究会津谷裕貴・消費者法学術実践賞学術賞受賞。

## 人物・経歴
1993年東北大学法学部卒業、東北大学法学部助手。1999年専修大学法学部専任講師。2002年専修大学法学部助教授に昇格。2005年筑波大学大学院ビジネス科学研究科助教授。2008年名古屋大学大学院法学研究科教授。2016年公認会計士試験委員。2017年東北大学より博士（法学）の学位を取得。2018年著書『中途解除と契約の内容規制』で民事法研究会第3回津谷裕貴・消費者法学術実践賞学術賞受賞。同年慶應義塾大学法学部教授、東京都東京都消費生活対策審議会委員。2019年内閣府消費者委員会委員。2020年経済産業省外渡航者新型コロナウイルス検査センター運営委員会委員。他に国土交通省中央建設業審議会委員、経済産業省電力・ガス取引監視等委員会の検証に関する専門会合委員等。

## 著書
- 『中途解除と契約の内容規制』有斐閣 2015年